# Antonio Sambruno
Antonio Sambruno Aragón (n. Cádiz, provincia de Cádiz, 15 de julio de 1978) es un futbolista español. Juega de defensa y su equipo actual es el San Fernando. También ha jugado en el Cádiz B, Cádiz, Castellón, Leganés, Cultural Leonesa, Racing Portuense y Villajoyosa.
Fue un defensa con mucha técnica, visión y habilidad a la hora de sacar el balón jugado. Se antojó crucial para el entrenador Víctor Espárrago en la temporada 2003-2004, resultando ser clave para el ascenso que se produjo ese mismo año y marcaría historia en el cadismo. En las dos siguientes temporadas su rendimiento bajó, aunque eso no evitó que siga siendo recordado en la grada del Estadio Ramón de Carranza como el "Beckenbauer de la Bahía".

## Clubes
| Club             | País   | Año         |
| ---------------- | ------ | ----------- |
| Cádiz B          | España | 1995 - 1998 |
| Cádiz            | España | 1998 - 2004 |
| Castellón        | España | 2004 - 2005 |
| Leganés          | España | 2005 - 2006 |
| Cultural Leonesa | España | 2006 - 2007 |
| Racing Portuense | España | 2007 - 2009 |
| Villajoyosa      | España | 2009 - 2010 |
| San Fernando     | España | 2010 -      |

## Palmarés

### Campeonatos nacionales
| Título                      | Club  | País   | Año  |
| --------------------------- | ----- | ------ | ---- |
| Segunda División B Grupo IV | Cádiz | España | 2001 |